# Dwór w Pisarowcach
Dwór w Pisarowcach, także jako dwór Rylskich i Tchorznickich – zabytkowy dwór w Pisarowcach.
Został zbudowany w 2. poł. XIX wieku i pierwotnie należał do rodziny Rylskich. W połowie XIX wieku właścicielem posiadłości tabularnej w Pisarowcach był Ludwik Rylski. Pod koniec XIX wieku właścicielem tabularnym dóbr we wsi był Zygmunt Rylski.
Później jego właścicielami była rodzina Tchorznickich, w tym Aleksander Mniszek-Tchorznicki, który wraz z żoną Marią był właścicielem Pisarowiec. Następnie majątek przejął ich syn Henryk, zaś utracił na rzecz państwa w wyniku reformy rolnej z 1944 roku.
Budynek był kilkakrotnie remontowany, m.in. po 1918 zostało dobudowane piętro, wskutek czego obecny stan nie przypomina pierwotnego. Od 1945 w budynku mieści się szkoła podstawowa, której 14 października 1978 nadano imię Marii Konopnickiej. Na fasadzie budynku przy wejściu znajduje się tablica pamiątkowa poświęcona patronce szkoły, ustanowiona w maju 1978, w 136 rocznicę jej urodzin. W 1971 trwały prace konserwacyjno-remontowe dworu.
Do dworu przylega park, także uznany za obiekt zabytkowy.
10 września 2010, w ramach akcji „Katyń... pamiętamy” / „Katyń... Ocalić od zapomnienia” przy budynku zostały posadzone trzy Dęby Pamięci upamiętniające ofiary zbrodni katyńskiej; zostali upamiętnieni Stanisław Kowalik, Feliks Kulig, Adam Orlik, Jerzy Skoczyński.
Po kontroli przeprowadzonej w 2013 Najwyższa Izba Kontroli pozytywnie oceniła gospodarowanie przez gminę Sanok zabytkiem nieruchomym – zespołem dworsko-parkowym w Pisarowcach.

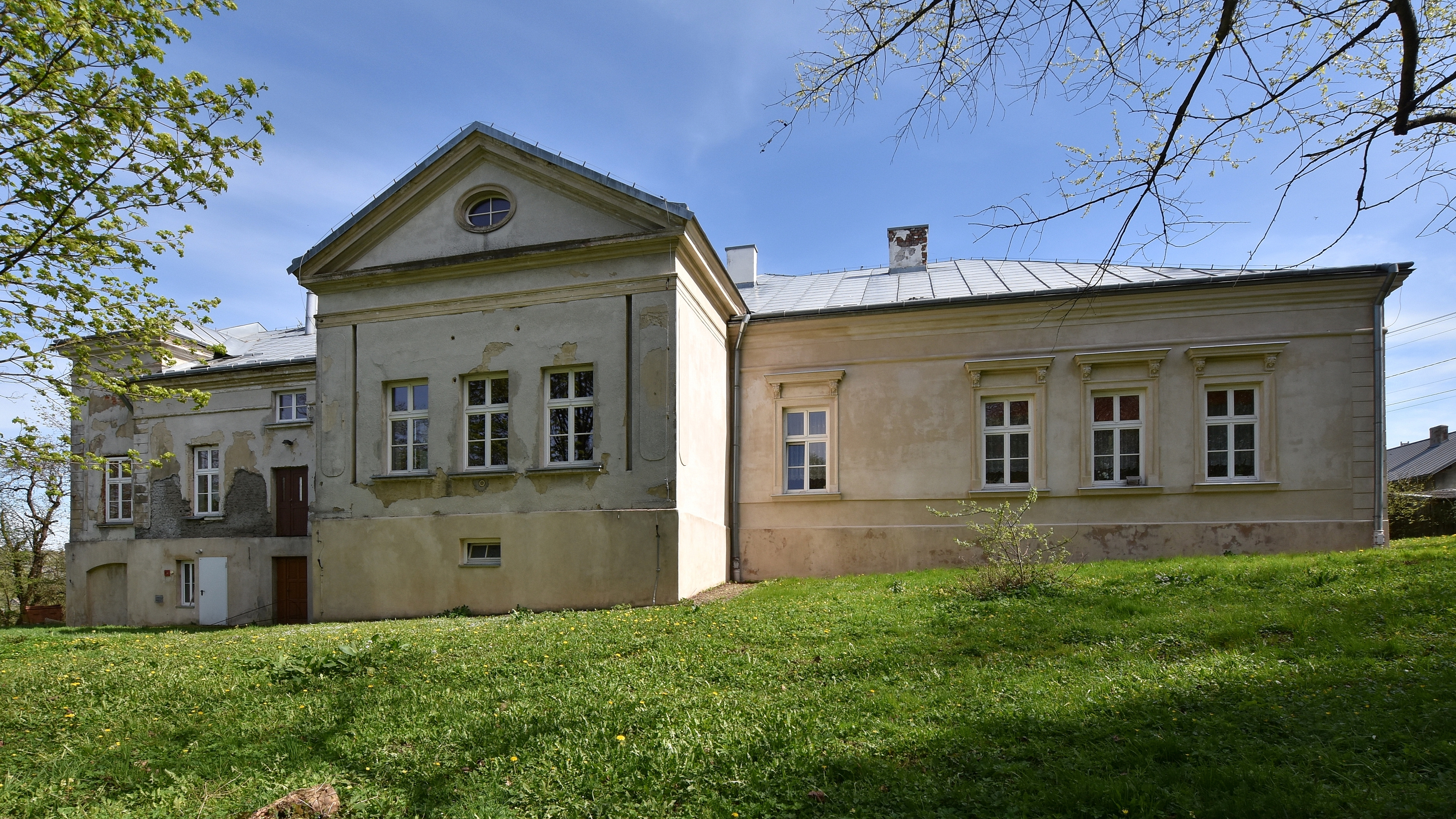
Elewacja ogrodowa
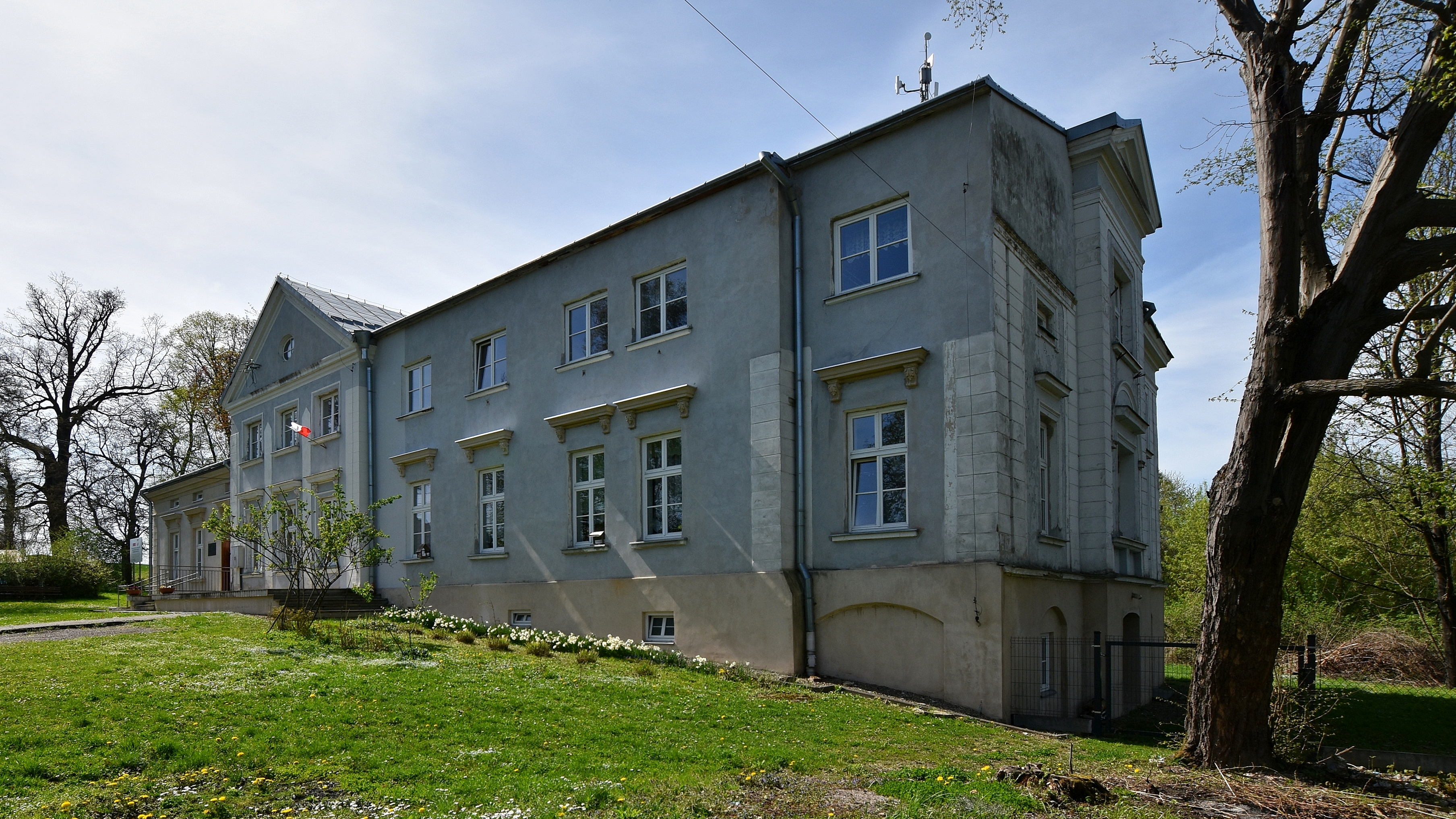
Elewacja boczna
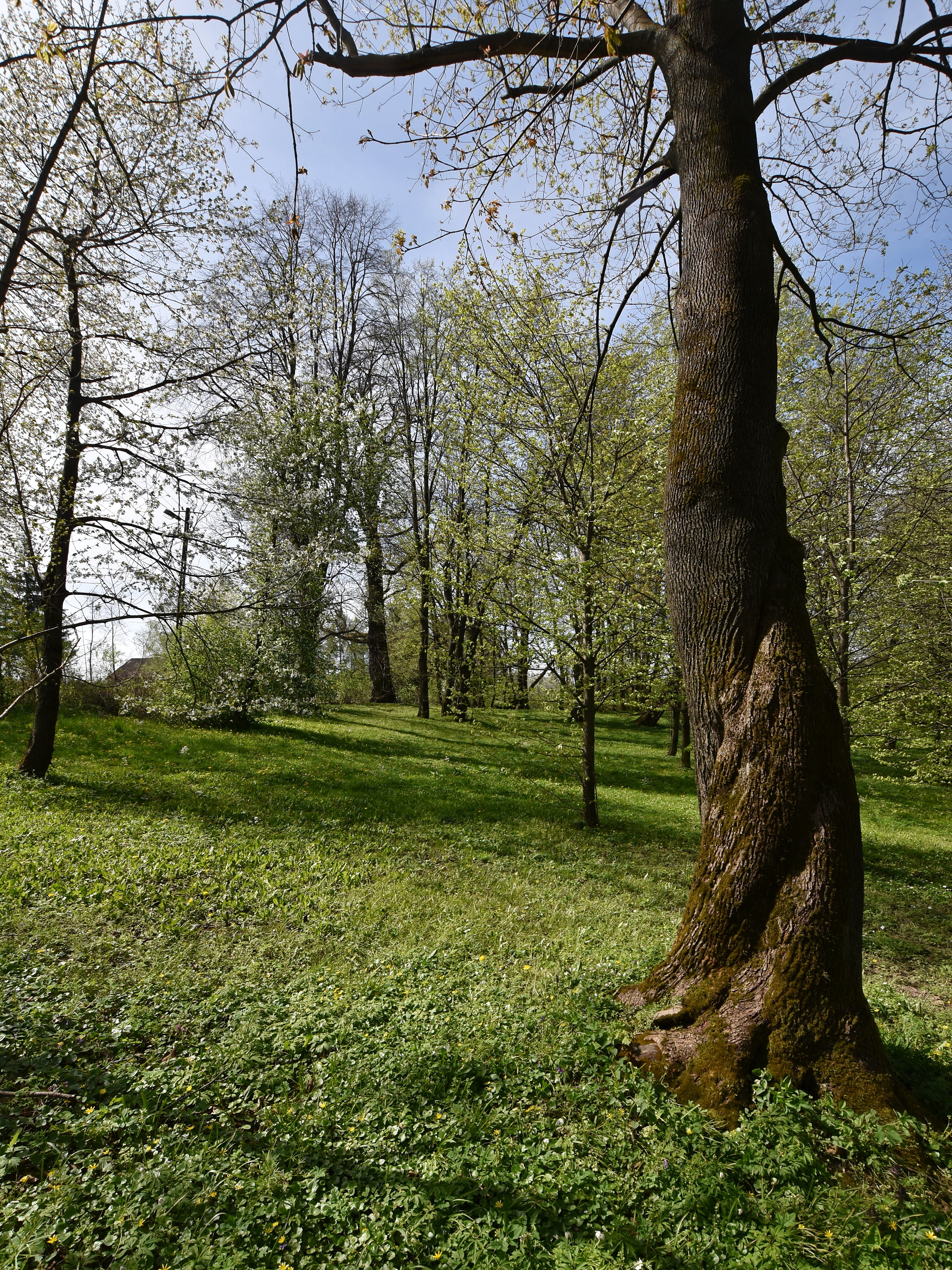
Park dworski